# 우리말 다듬기
우리말 다듬기는 대한민국 국립국어원의 주요 업무 중 하나이다. 우리말 다듬기 누리집 보관됨 2013-10-06 - 웨이백 머신을 통해 선정된 다듬기 낱말을 대상으로 다듬어진 낱말을 공모한 뒤 국립국어원의 말다듬기위원회에서 최종 채택하여 공표한다. 대표적으로 리플(Reply)은 댓글, 네티즌(Netizen)은 누리꾼, 홈페이지(Home Page)는 누리집으로 다듬은 바가 있다.

## 비판
'우리말 다듬기'는 주로 외국어나 외래어를 대상으로 하는데 '배추 다듬기', '무 다듬기'처럼 '우리말'을 다듬는 것이 되므로 용어에 적절하지 않다는 의견이 있다. 외래어를 우리말로 다듬는 것이 되려면 '우리말로 다듬기'나 '외래어 다듬기'가 목적에 맞는 말이기 때문이다.

## 같이 보기
- 언어 순화